# Paguristes eremita
Paguristes eremita is een tienpotigensoort uit de familie Diogenidae. De wetenschappelijke naam werd in 1767 gepubliceerd door Carl Linnaeus.